# Mieczysław Kolasa
Mieczysław Kolasa (Cracovia, 10 de enero de 1923 - Cracovia, 23 de diciembre de 2024) fue un futbolista y entrenador de fútbol polaco que jugó en las posiciones de centrocampista y delantero. En el momento de su muerte era el futbolista más viejo del KS Cracovia en ser campeón nacional.

## Carrera

### Jugador
| Periodo   | Club                |
| --------- | ------------------- |
| 1938-1947 | Prokocim Cracovia   |
| 1947-1957 | KS Cracovia         |
| 1958-1960 | Wielianka Wieliczka |

### Entrenador
| Periodo   | Club                                     |
| --------- | ---------------------------------------- |
| 1958-1960 | Wieliczka Wieliczka (entrenador-jugador) |
| 1978      | KS Cracovia                              |
| 1981-1982 | Prokocim Cracovia                        |
| 1984      | Kabel Cracovia                           |

## Logros
- Ekstraklasa (1): 1948

## Distinciones
- Cruz de Plata al Mérito
- La insignia de "Honoris Gratia"
- La Restituta de Cracovia
- La Medalla del 50 Aniversario de Cracovia
- La Medalla del 60 Aniversario de Cracovia
- La Medalla del 75 Aniversario de Cracovia
- La Medalla del 100 Aniversario de Cracovia
- La Medalla del 110 aniversario de Cracovia
- La Medalla del 75 Aniversario del Consejo KS Cracovia